# Pseudotocepheus geminatus
Pseudotocepheus geminatus är en kvalsterart som beskrevs av Balogh och Sandór Mahunka 1969. Pseudotocepheus geminatus ingår i släktet Pseudotocepheus och familjen Tetracondylidae. Inga underarter finns listade i Catalogue of Life.